# 루돌푸스 2세 (부르군트왕)

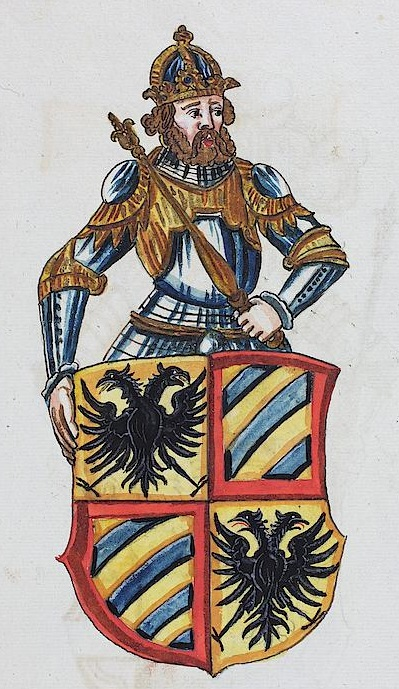

부르고뉴의 루돌프 2세(Rudolph II of Burgundy, ? - 937년)는 부르고뉴 왕국의 왕이며 벨프 왕가의 일원이었다. 상 부르고뉴의 왕(912–937), 하 부르고뉴와 프로방스의 왕(933–937)이었다. 933년부터는 부르고뉴를 통일하였으며 프로방스까지 다스렸다. 롬바르드의 왕위와 신성로마제국의 제위를 놓고 카롤링거 왕조의 외손인 프리울리백작 베렝가리오 1세와 분쟁했다. 부르고뉴의 루돌프 1세의 아들이다. 이탈리아어로는 로돌포다.

## 생애
상부르고뉴의 왕 루돌프 1세와 프로방스와 부르고뉴의 왕 보소 5세와 이르밍가르트의 딸 프로방스의 윌라의 아들이었다. 외할머니 이르밍가르트는 로타르 1세의 손녀딸이자 이탈리아인 루트비히 2세의 딸이었다. 한때 신성 로마 제국의 황제였던 맹인왕 루트비히는 그의 외삼촌이 된다. 911년 부왕 루돌프 1세가 사망하자 모후 프로방스의 윌라는 아를의 위그와 재혼하였다.
그의 집안은 바이에른의 유력 귀족으로 벨프가문의 시조였던 구엘프 1세의 후손이었다. 구엘프 1세는 딸 바이에른의 유디트는 경건왕 루트비히에게 시집보냈고, 대머리 카를의 외할아버지이자 베렝가리오 1세의 외외증조부가 된다. 구엘프 1세의 다른 딸 바이에른의 엠므는 경건왕 루트비히와 히스파니아의 이르멘가르트의 아들인 독일인 루트비히에게 시집보내 카를만, 청년 루트비히, 비만왕 카를의 외할아버지가 된다.
구엘프 1세의 아들 중 콘라트 1세는 욱소르 백작이었고, 콘라트 1세의 아들 콘라트 2세는 하부르군트의 공작이고 루돌프 2세의 할아버지였다. 그의 아들로 루돌프 1세는 888년부터 자립하여 하부르군트의 왕이 되었으며, 루돌프 2세의 아버지였다. 구엘프 1세의 또다른 후손들은 벨프 가문을 형성하였다.
루돌프는 베렝가리오 1세의 통치를 반대하는 이탈리아의 일부 귀족들의 추대를 받았으며, 922년 이탈리아를 다스리던 베렝가리오 1세에게 도전하였다. 923년 이탈리아 파비아로 초청되어 롬바르드 왕에 선출되었다. 924년 베렝가리오 1세가 이탈리아의 귀족들에게 축출되면서 루돌프를 왕으로 받드는 일파들의 추대를 받아 롬바르드의 왕위를 계승하였다. 베렝가리오는 이탈리아 북부에서 반군과 맞섰으나 살해됐다. 그러나 이탈리아의 왕위에 오른 그도 우고에게 이탈리아 왕 자리를 다시 빼앗기고 부르고뉴로 축출되었다. 그는 부르고뉴밖에 다스릴 수 없었다. 그가 죽고 이탈리아는 위그, 부르고뉴는 루돌프 3세에게 넘어갔다. 그 뒤 그의 딸 아델라이드는 위그의 아들 로타리오와 결혼했다. 950년 이탈리아 왕 로타리오 사후 아델라이드는 962년 신성로마제국 황제로 즉위한 오토 1세와 재혼하여 오토 2세를 낳았다.

## 같이 보기
- 베렝가리오 1세
- 로타리오 2세